# Blues local
Blues local es el segundo álbum de estudio del músico de rock argentino Pappo. Fue publicado en 1992 por la discográfica Trípoli.

## Detalles
Entre las canciones del álbum, se destacan la famosa «Casa con diez pinos», compuesta por Javier Martínez para el trío Manal, y «Mi vieja», una composición de Eduardo Frigerio y Sebastián Borensztein, que se convertiría en el primer éxito solista del Carpo. Pero hubo algunas controversias con respecto a la inclusión de la canción, según Black Amaya «Mi vieja» iba a ser incluida solo como bonus track al final del álbum. Pero en cambio, el sello lo puso como segunda pista, hecho que molestó a Pappo. También incluían covers traducidos al español de Albert King (Born Under a Bad Sign) y Jimi Hendrix (Little Wing).

## Lista de canciones
Todas las canciones escritas y compuestas por Pappo, salvo donde se indica. 
| N.º | Título                                                      | Duración |  |
| 1.  | «Longchamps Boogie»                                         | 5:11     |  |
| 2.  | «Mi vieja» (Eduardo Frigerio, Sebastián Borensztein)        | 2:36     |  |
| 3.  | «Buscando el tesoro de Borneo»                              | 5:29     |  |
| 4.  | «Saco italiano»                                             | 3:36     |  |
| 5.  | «La almeja»                                                 | 5:00     |  |
| 6.  | «Blues local»                                               | 2:25     |  |
| 7.  | «Pequeña ala» (Jimi Hendrix)                                | 5:52     |  |
| 8.  | «Casa con diez pinos» (Javier Martínez)                     | 5:09     |  |
| 9.  | «El tropezón»                                               | 2:41     |  |
| 10. | «El hombre oculto»                                          | 4:59     |  |
| 11. | «Dr. Tazo»                                                  | 4:40     |  |
| 12. | «Blues del perro»                                           | 4:14     |  |
| 13. | «Dos bajistas»                                              | 4:44     |  |
| 14. | «Nacido bajo un signo malo» (Booker T. Jones, William Bell) | 2:20     |  |

## Músicos
- Pappo: Voz y guitarra.
- Black Amaya: Batería.
- Yulie Ruth: Bajo.
- Lucas Frasca: Teclados.
- Álvaro Villagra y Gonzálo Villagra: Ingeniería.

### Invitados
- Alejandro Medina
- Javier Martínez
- Juanse
- Luis Robinson
- Vitico